# Rahnî, Haisîn
Rahnî (în ucraineană Рахни) este un sat în comuna Semîricika din raionul Haisîn, regiunea Vinnița, Ucraina.

## Demografie
Componența lingvistică a localității Rahnî
     Ucraineană (98,59%)
     Alte limbi (0,93%)
Conform recensământului din 2001, majoritatea populației localității Rahnî era vorbitoare de ucraineană (98,59%), existând în minoritate și vorbitori de alte limbi.